# Ашелем (Франция)

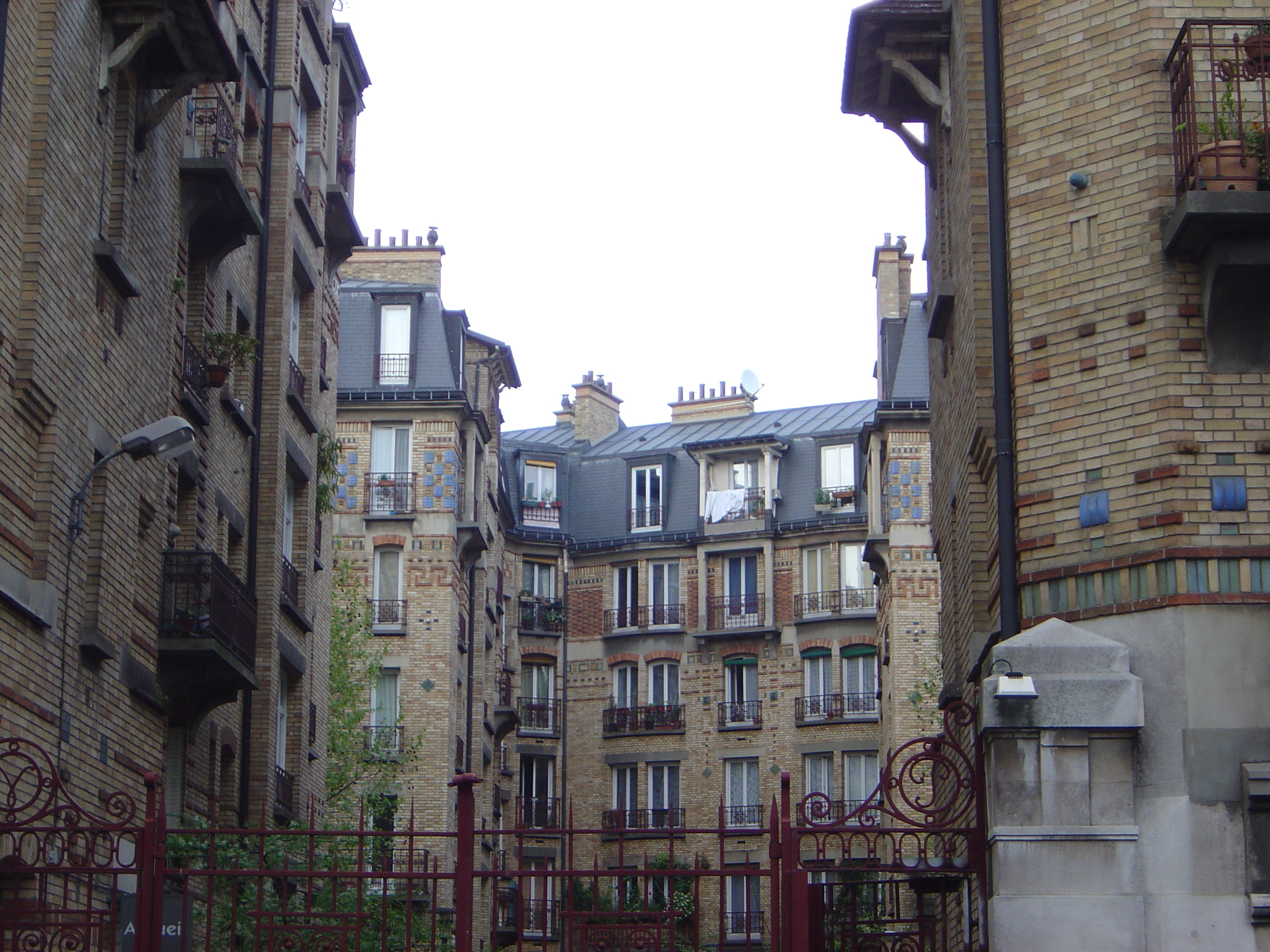
Ашелем в 13-м округе Парижа

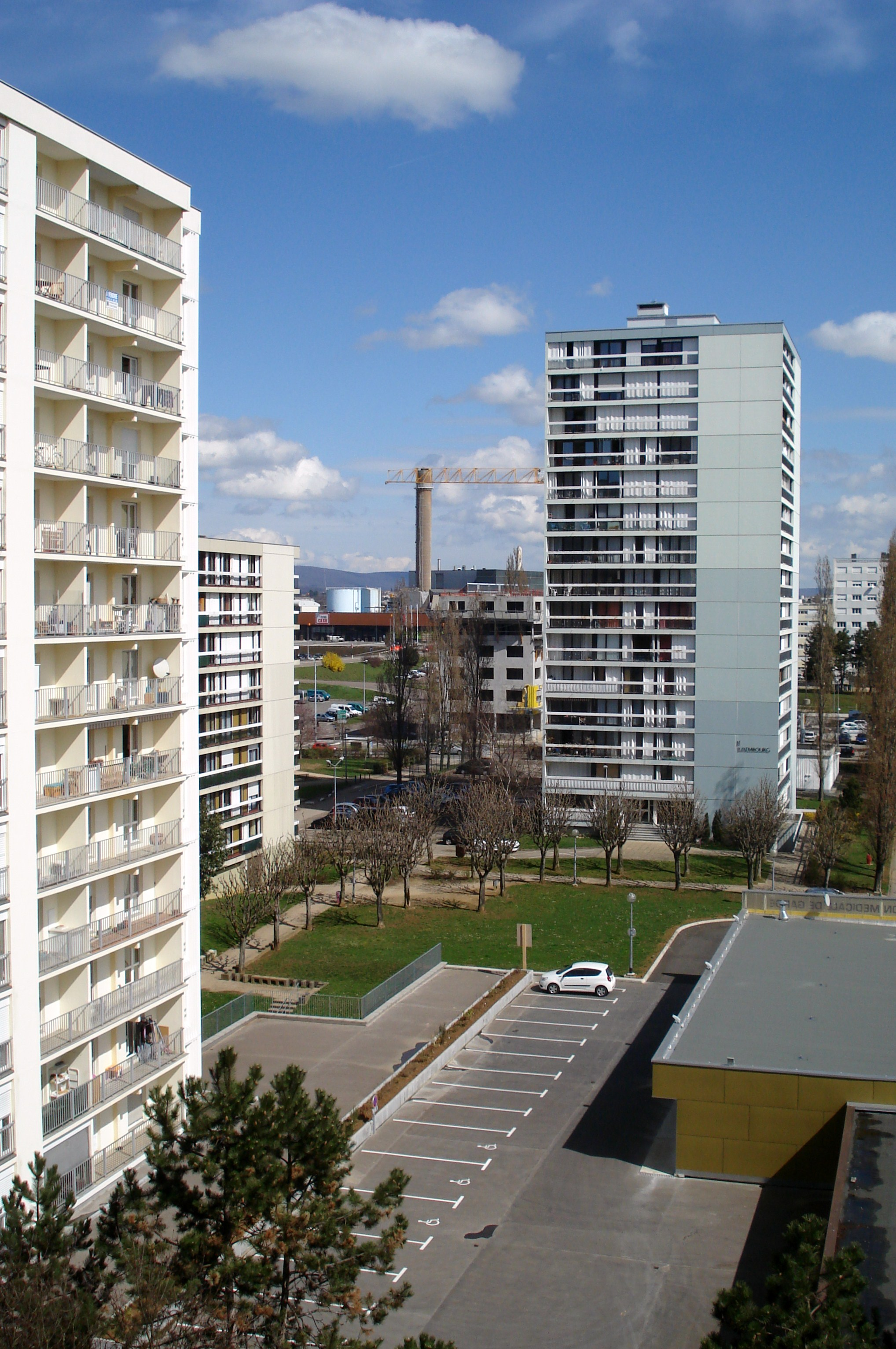
Квартал HLM в Безансоне

Ашеле́м (от аббревиатуры фр. HLM [аш-эль-эм] — une habitation à loyer modéré во Франции, Алжире и Швейцарии, habitation à loyer modique в Квебеке), также социа́льное жильё — жильё, сдаваемое государственными или частными органами по низким арендным ценам, благодаря финансированию государства. Впервые создано во Франции в 1950 году.
В 2005 году во Франции насчитывалось более 4 млн квартир и домов социального жилья (примерно 18 % всей жилой площади страны), где проживало более 12 млн человек.